# Jerzy Milewski

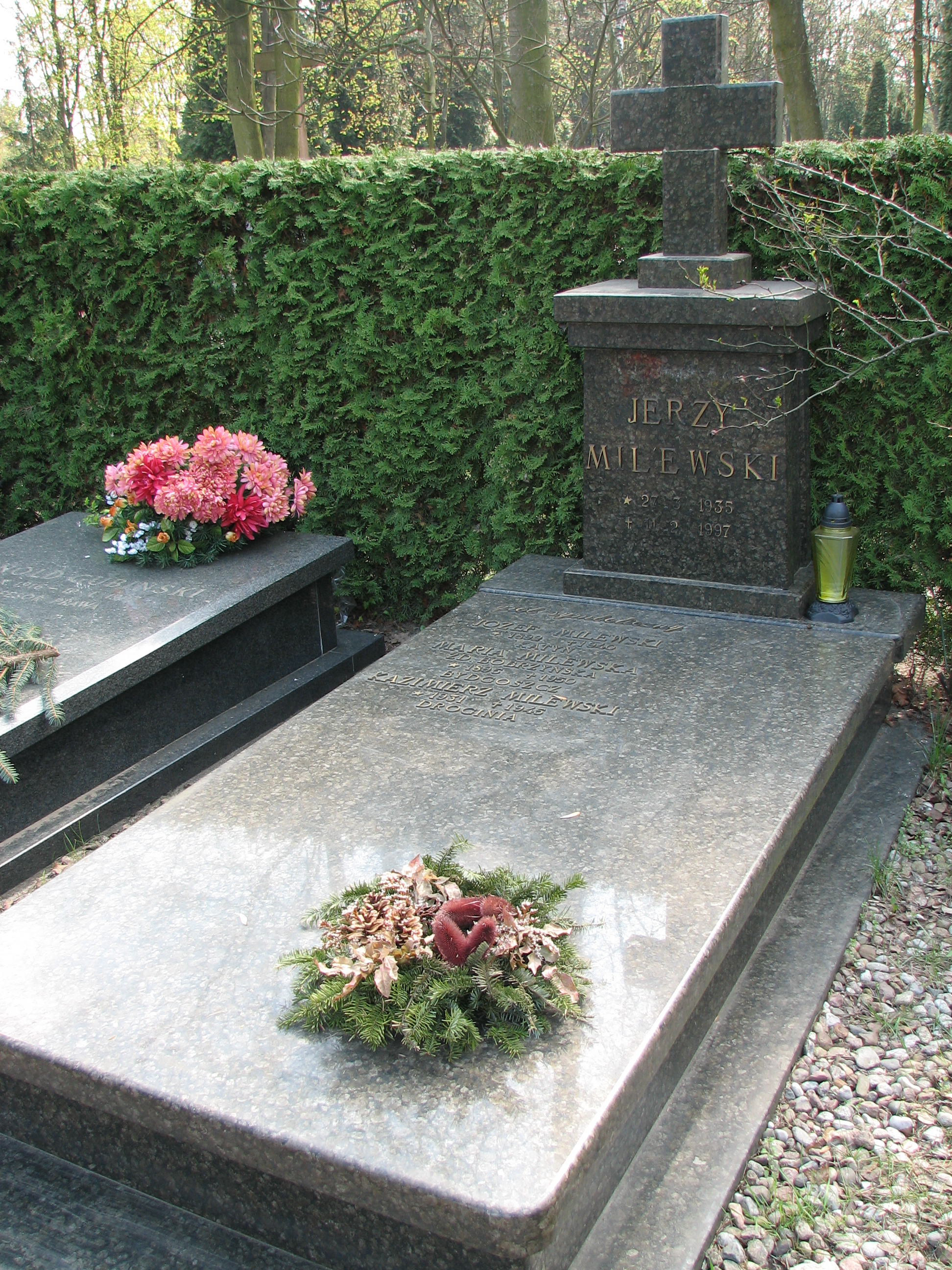
Grób Jerzego Milewskiego

Jerzy Milewski (ur. 27 marca 1935 w Łopuchówku, zm. 11 lutego 1997 w Warszawie) – polski fizyk, polityk i urzędnik państwowy.

## Życiorys
Urodził się jako syn Józefa Milewskiego (pochodzącego z rodziny szlacheckiej pieczętującej się herbem Ślepowron) oraz Marii z domu Bobrzyńskiej. W 1967 uzyskał stopień naukowy doktora nauk technicznych na Politechnice Gdańskiej. W latach 1957–1981 pracował w Instytucie Maszyn Przepływowych Polskiej Akademii Nauk w Gdańsku.
W okresie PRL był przez pewien czas członkiem Stronnictwa Demokratycznego. Według sprawozdań Służby Bezpieczeństwa w latach 1963–1965 był traktowany przez funkcjonariuszy gdańskiej SB jako TW „Franciszek” (podczas służbowych wyjazdów zagranicznych).
W trakcie wydarzeń sierpniowych w 1980 brał udział w strajku w Stoczni Gdańskiej im. Lenina. Od tegoż roku działał w „Solidarności”. W 1981 pełnił funkcję sekretarza Sieci Organizacji Zakładowych NSZZ „S” Wiodących Zakładów Pracy, zajmującej się przygotowaniem projektu ustawy o samorządzie pracowniczym. Był delegatem na I Krajowy Zjazd Delegatów i członkiem zarządu Regionu Gdańskiego związku. Przed wprowadzeniem stanu wojennego wraz z delegacją „Solidarności” wyjechał do Nowego Jorku. Od 1982 do 1991 kierował Biurem Koordynacyjnym NSZZ „Solidarność” za Granicą w Brukseli.
Po powrocie do Polski w styczniu 1991 objął stanowisko szefa Biura Bezpieczeństwa Narodowego, od listopada tego samego roku był ministrem stanu w Kancelarii Prezydenta RP Lecha Wałęsy. Od listopada 1993 zajmował stanowisko sekretarza stanu w Ministerstwie Obrony Narodowej. W czerwcu 1994 odszedł ze stanowiska szefa BBN. Po dymisji ministra Piotra Kołodziejczyka w listopadzie 1994 do czasu powołania Zbigniewa Okońskiego w marcu 1995 pełnił obowiązki ministra obrony narodowej. Po zwycięstwie Aleksandra Kwaśniewskiego w wyborach prezydenckich w 1995 powrócił do pracy w Kancelarii Prezydenta RP na stanowisko szefa BBN. Był również przewodniczącym rady nadzorczej Polskiej Wytwórni Papierów Wartościowych.
Został pochowany na Cmentarzu Wojskowym na Powązkach (kwatera A3 tuje/3/45).
W 1997, w uznaniu wybitnych zasług w działalności państwowej i publicznej, został pośmiertnie odznaczony Krzyżem Komandorskim z Gwiazdą Orderu Odrodzenia Polski. W archiwum Jerzego Milewskiego został przez jego córkę przekazane do Archiwum Akt Nowych.